# Crispin Grey-Johnson
Crispin Grey-Johnson (* 7. Dezember 1946 in Bathurst, heute Banjul) war Außenminister (englisch Secretary of State for Foreign Affairs) und Hochschul- und Forschungsminister des westafrikanischen Staates Gambia.

## Leben
Crispin Grey-Johnson wurde 1946 in Bathurst (heute Banjul) geboren, seine Schulausbildung begann er 1950. Später erwarb er seinen Bachelor’s degree 1968 in Politikwissenschaft und Französisch auf der McGill University in Kanada. 1971 empfing er den Post-Graduate Certificate in Bildung auf der University of Oxford (Vereinigtes Königreich). Den Master’s degree in Personalentwicklung erwarb er 1980 auf der George Washington University in den Vereinigten Staaten.
Ab 1977 arbeitete er für die Wirtschaftskommission für Afrika (Nations Economic Commission for Africa) (ECA), einer Organisation der Vereinten Nationen, bis er sie 1990 verließ. 
1997 wurde er zum Botschafter Gambias in den USA ernannt. Er war gleichzeitig in Brasilien und Venezuela und als Hochkommissar in Kanada akkreditiert. 1999 wurde er als Hochkommissar nach Sierra Leone versetzt; dort war er zugleich Botschafter in der Elfenbeinküste und Liberia. Ab 2002 war er bis 2007 ständiger Vertreter Gambias bei den Vereinten Nationen.
Am 8. Februar 2007 wurde er von Staatspräsident Yahya Jammeh als Hochschul- und Forschungsminister (englisch Secretary of State for Higher Education and Research), das Jammeh rückwirkend zum 1. Januar geschaffen hatte, ins Kabinett berufen.
Am 13. September 2007 wurde Crispin Grey-Johnson neuer Außenminister, weil Amtsvorgänger Bala Garba-Jahumpa in einer diplomatischen Mission eingesetzt wurde. Er hatte das Amt bis zum 19. März 2008 und gab es an Omar Touray ab und übernahm das Ressort Hochschul- und Forschungsminister wieder von seinem Vorgänger Abdoulie Sallah.
Am 4. Februar 2010 wurde Grey-Johnson von Mamadou Tangara im Amt abgelöst.
Grey-Johnson ist verheiratet und hat fünf Kinder. Der Schriftsteller und Politiker Nana Grey-Johnson ist sein Bruder.